# Astra RD 50
L'Astra RD 50 est le tombereau rigide à deux essieux le plus gros de la gamme du constructeur italien Astra SpA. Il a été conçu pour répondre aux exigences des très gros chantiers et carrières dans le monde.

## Description
Le moteur n’est pas un Iveco, comme pour tous les autres modèles Astra[pas clair], son moteur Diesel V8 à 90° de 16 L de cylindrée est un Deurz. Le dumper Astra RD 50 est le plus gros tombereau rigide de la marque italienne. Plus haut qu'un pavillon de banlieue (4,35 m), il pèse 38 t à vide et peut transporter 32 m3 soit 50 t de matériaux dans sa benne à la vitesse de 61 km/h. Il est construit à l'usine de Piacenza dans le sud de la Lombardie, en Italie.
Il se positionne dans la classe des 50 t, comme ses concurrents Caterpillar 773G et Komatsu HD465.
La benne, d’une contenance de 32 m3 en dôme, dispose d’un fond en acier anti-abrasion de 12 mm d’épaisseur dans sa version standard mais qui peut, en option, être porté à 20 et même 25 mm pour une protection maximale pour les travaux stables en carrière. Dans le cas d’utilisation pour des matériaux légers, des rehausses latérales de 400 mm sont disponibles.
Le modèle a très vite conquis la clientèle toujours très exigeante dans ce secteur d'activité puisqu'en moins de deux ans après sa commercialisation, Astra a déjà livré plus d'une cinquantaine de RD 50 dans le monde.

## Caractéristiques techniques
| Astra RD 50              | Astra RD 50                |
| Châssis                  | Châssis                    |
| ------------------------ | -------------------------- |
| Carrosserie              | Tombereau rigide           |
| Coffre                   | Benne                      |
| Masse totale à vide      | 37,85 t                    |
| Pneus                    | 21.00 R35 XRB              |
| Jantes                   | 15" x 35" x 3"             |
| Dimensions               |                            |
| L × l × H                | 9,5 × 4,3 × 4,35 m         |
| Garde au sol             | 59 cm                      |
| Moteur                   |                            |
| Type                     | Diesel V8 Deutz            |
| Cylindrée                | 15 900 cm3                 |
| Puissance                | 500 kW (680 ch)            |
| Régime                   | 2 100 tr/min               |
| Performances             |                            |
| Charge utile             | 50 t                       |
| Capacité de la benne     | nette : 23 m3 dôme : 32 m3 |
| Masse maximum en service | 88 t                       |
| Vitesse maximum          | 61 km/h                    |